# Peace Monument

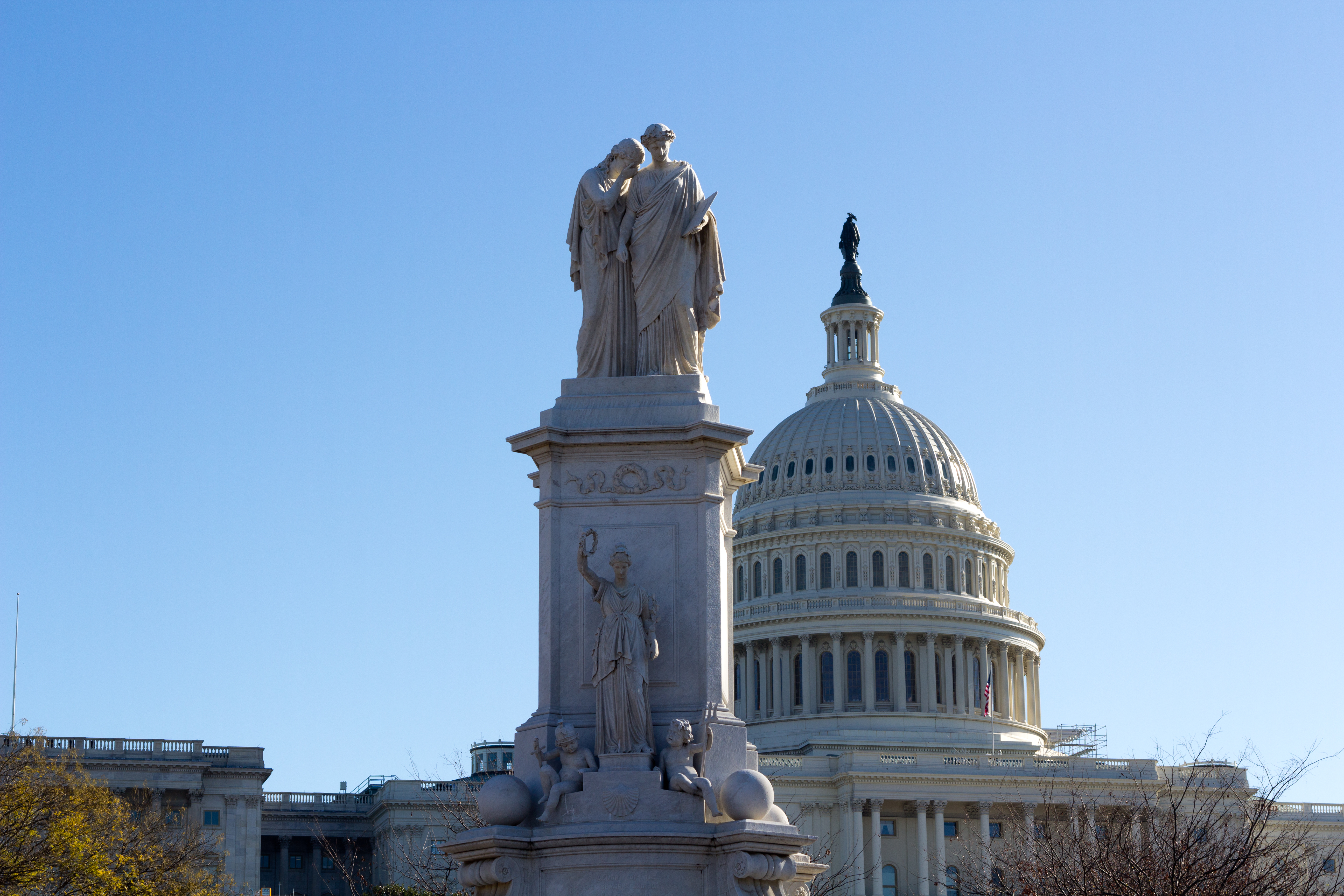
Peace Monument i förgrunden och Kapitolium i bakgrunden.

Peace Monument är ett offentligt minnesmärke färdigställt 1878 till ära av de omkomna i sjöstriderna mellan Amerikas förenta stater och Amerikas konfedererade stater under amerikanska inbördeskriget 1861–1865. Minnesmärket utformades av Franklin Simmons och invigdes av amiral David Dixon Porter. Det är placerat vid korsningen First Street, N.W./Pennsylvania Avenue i Washington, D.C.. Sedan 1973 ingår det i United States Capitol Complex.
Minnesmärket går även under namnen Naval Monument och Civil War Sailors Monument.